# Ulisse. Il mio nome è Nessuno
Ulisse. Il mio nome è Nessuno è un cartone animato firmato dal fumettista Massimo Rotundo e diretto da Giuseppe Laganà, musiche di Vanni Boccuzzi. Ha ventisei episodi della durata di ventisei minuti ed è stato adattato, attraverso l'animazione, per un target di bambini dai cinque ai dodici anni. È stato trasmesso da Rai 2 a partire dall'8 luglio 2012. L'ordine di alcuni episodi è stato alterato rispetto all'effettiva trama. La serie fa ampio uso della tecnica della computer grafica, mantenendo però la colorazione il più uniforme possibile, in modo da rendere l'aspetto simile a un cartone animato tradizionale. Il cartone è liberamente ispirato al libro Il mio nome è Nessuno di Valerio Massimo Manfredi.

## Trama
Ulisse, il re di Itaca, è impegnato assieme agli altri re ed eroi della Grecia nella decennale guerra di Troia, di cui non si riesce a vedere la fine. Quando il suo grande amico Achille viene ucciso dal principe troiano Paride grazie all'aiuto di Poseidone, violando così la regola celeste secondo cui gli dei non possono interferire nelle vicende degli umani, Atena, su autorizzazione di Zeus, ispira all'eroe lo stratagemma del cavallo di legno, permettendogli di soggiogare Troia una volta per tutte.
Terminata la guerra, Ulisse e i suoi uomini si preparano a fare ritorno ad Itaca, ma per loro sarà l'inizio di un'avventura irta di pericoli. Poseidone, infatti, era un alleato dei troiani e, aver visto la sua città ridotta in cenere dall'astuzia di un mortale, fa nascere in lui un insanabile desiderio di vendetta.

## Personaggi
- Ulisse: il protagonista della vicenda che, durante il ritorno dalla guerra di Troia, per scampare alla morte, acceca Polifemo, il figlio di Poseidone.
- Leocrito di Itaca o Leo: personaggio di fantasia, il coprotagonista della vicenda, un ragazzino di 14 anni, il più giovane dell'equipaggio di Ulisse e figlio di uno dei suoi uomini morto durante la guerra. Ulisse promise al padre che l'avrebbe cresciuto come suo figlio.
- Philò: personaggio di fantasia, la protagonista femminile della vicenda, una ragazzina di 12 anni, che si aggiunge alla ciurma in modo rocambolesco, solo grazie all'intervento della dea Atena. Tra lei e Leo sembra esserci una intesa che non andrà mai a sfociare in un esplicito sentimento reciproco.
- Poseidone: il principale antagonista della storia. Dio del mare, offeso perché Ulisse gli ha accecato il figlio Polifemo, che in realtà gli serviva solo come pretesto per giustificare la sua vendetta rendendola più spietata anche a causa della distruzione di Troia, città che egli proteggeva, ne ostacola il viaggio, scatenandogli contro maremoti, tempeste, mostri marini e creature di ogni genere. Alla fine verrà esiliato temporaneamente da Zeus a causa della sua smodata voglia di uccidere Ulisse.
- Atena: dea della ragione, della virtù e della giustizia, ammira Ulisse per la sua astuzia ed intelligenza, ed è per questo la sua più grande alleata sull'Olimpo fin dai tempi della Guerra di Troia. Dopo avergli ispirato la creazione del cavallo di legno per sottomettere Troia, cerca come può di proteggere Ulisse e i suoi compagni dalla sete di vendetta di Poseidone, a volte intervenendo personalmente altre chiedendo aiuto agli altri dei.
- Zeus: il saggio re degli dei, contrario all'uccisione di Ulisse. Sostiene che gli dei non debbano intromettersi nel destino dei mortali, e per questo proibisce alla figlia Atena e al fratello Poseidone di aiutare o contrastare direttamente Ulisse. Tuttavia, se Atena si mostra il più delle volte obbediente al volere del padre, Poseidone al contrario cerca ogni modo possibile per aggirare il volere di Zeus, condotta che alla fine gli costerà l'allontanamento dall'Olimpo.
- Proteo: una creatura marina che ha la possibilità di prendere sembianze umane. Si allea con Poseidone e contrasta Ulisse, ostacolandone il ritorno a Itaca. Viene alla fine ucciso da Ulisse, trafitto dall'eroe che lo getta anche da una scogliera.
- Elpenore: uno dei fedeli compagni di Ulisse e il più anziano della ciurma.
- Perimede: uno dei fedeli compagni di Ulisse e il migliore amico di Euricolo.
- Euriloco: uno dei fedeli compagni di Ulisse e il migliore amico di Perimede. Adora mangiare e, infatti, è il più grosso della ciurma.
- Zoth: l'uccello marino che accompagna Ulisse.
- Aliterse: uno dei fedeli compagni di Ulisse e fratello di Leda, ancella di Penelope. È chiaro che rimane sull'isola di Orea per fare compagnia al vecchio fino alla sua morte, ormai prossima.
- Penelope: la moglie di Ulisse e lo attende ad Itaca.
- Telemaco: il figlio di Ulisse, anch'esso rimasto ad Itaca.
- Talassarre:
- Antinoo: il capo dei Proci.

## Episodi
1. Il cavallo di Troia
2. L'astuzia di Ulisse
3. Polifemo
4. Il naufrago
5. L'otre dei venti
6. Nella terra dei giganti
7. La maga Circe
8. L'isola dei Lotofagi
9. Nel regno dei morti
10. La battaglia negli inferi
11. Fuga dall'Oltretomba
12. Le lacrime di Dejana
13. Le arpie
14. Il canto delle sirene
15. La guarigione di Ulisse
16. La tela di Penelope
17. Scilla e Cariddi
18. La regina delle amazzoni
19. Nel centro della terra
20. Gli dei dell'Olimpo
21. La zattera
22. Alla corte dei Feaci
23. Verso casa
24. Il rapimento di Telemaco
25. Ritorno ad Itaca
26. Il trionfo di Ulisse